# Tomicephalus
Tomicephalus is een geslacht van kevers uit de familie  
kniptorren (Elateridae).
Het geslacht is voor het eerst wetenschappelijk beschreven in 1834 door Latreille.

## Soorten
Het geslacht omvat de volgende soorten:
- Tomicephalus abdominalis (Candèze, 1889)
- Tomicephalus bicolor Champion, 1896
- Tomicephalus bilineatus Schwarz, 1906
- Tomicephalus insignis Champion, 1896
- Tomicephalus melanotus Champion, 1896
- Tomicephalus sanguinicollis Latreille, 1834
- Tomicephalus sardioderus Candèze, 1863
- Tomicephalus substriatus Candèze, 1863
- Tomicephalus uhligi Golbach, 1983